# Cantón de La Cruz
Cantón de La Cruz är en kanton i Costa Rica.   Den ligger i provinsen Guanacaste, i den nordvästra delen av landet, 200 km nordväst om huvudstaden San José.